# Un amour éternel (téléfilm)
Ne doit pas être confondu avec Un amour éternel.
Pour plus de détails, voir Fiche technique et Distribution.
Un amour éternel (Midnight Bayou) est un téléfilm américain réalisé par Ralph Hemecker et diffusé le 28 mars 2009 sur Lifetime. Il s'agit de l'adaptation du roman Bayou de Nora Roberts.

## Fiche technique
- Titre original : Midnight Bayou
- Réalisation : Ralph Hemecker (en)
- Scénario : Stephen Tolkin, d'après le roman de Nora Roberts
- Durée : 91 minutes
- Pays :  États-Unis

## Distribution
- Jerry O'Connell : Duncan Fitzpatrick[2]
- Lauren Stamile : Lena Simone[2]
- Isabella Hofmann (en) : Lilibeth Simone
- Alan Ritchson : Lucian Manet
- Faye Dunaway : Odette Simone[2]
- Ashley LeConte Campbell : Josephine Manet
- Bianca Malinowski : Abigail Manet (comme Bianca Malino)
- Alejandro Rose-Garcia : Julian Manet
- Chris Lindsay : Remy
- Ciera Payton : Effie
- Shawn Carter Peterson : Jack Tripadoe
- Stephanie Honoré (en) : Femme de ménage #2
- John McConnell : Oscar
- David Jensen : Agent immobilier
- Marcelle Baer : Marie Rose (non crédité)
- Edward R. Cox : Invité du Mariage / Danseur du Bal (non crédité)
- Gino Galento : Patron du Restaurant (non crédité)
- Geraldine Glenn : Danseur du Bal (non crédité)
- Cynthia LeBlanc : Invité du Mariage (non crédité)
- Elton LeBlanc : Invité du Mariage / Danseur (non crédité)
- Hunter McGregor : Ami de Duncan / Valseur (non crédité)
- Deanna Meske : Demoiselle d'honneur / Meilleure amie (non crédité)
- Jay Oliver : Invité du mariage (non crédité)
- Chaz Smith : Patron du café (non crédité)
- Lisa Mackel Smith : Danseuse du Bal(non crédité)
- Logan Douglas Smith : Père du propriétaire de la plantation (non crédité)
- Antoine Spillers : Invité du mariage (non crédité)
- Elizabeth Tranchant : Le préposé du mariage et réception (non crédité)
- Daniel Vincent : Coffee house patron (non crédité)